# The Biggest Ragga Dancehall Anthems 2004
The Biggest Ragga Dancehall Anthems 2004 – szósty album z serii kompilacji The Biggest Ragga Dancehall Anthems, wydany 5 października 2004 roku przez londyńską wytwórnię Greensleeves Records. 

## Lista utworów

### CD 1
1. Nina Sky & Jabba - "Move Ya Body" (remix)
2. Vybz Kartel - "Picture This"
3. Voicemail, Delly Ranks & Bogle - "Weh Di Time"
4. Capleton - "Consuming"
5. Elephant Man - "Get On Up & Dance"
6. Tony Matterhorn & Richie Feelings - "All About Dancing 2"
7. Richie Feelings - "Dancin Class Part 2"
8. Vybz Kartel - "Push It To You"
9. T.O.K. - "Gal Yuh Ah Lead"
10. Ward 21 & Wayne Marshall - "Full Up The Party"
11. Vybz Kartel & Chrissy Mai - "Wasting My Time"
12. Sulltex - "Stop (Alright, Go!)"
13. Beenie Man & Vybz Kartel - "Breast Specialist"
14. Bounty Killer - "Yuh Gawn"
15. Macka Diamond - "Try Wid Him"
16. Vybz Kartel - "Tekk"
17. Beenie Man - "Freakside"
18. Bounty Killer - "Anthem"
19. Sean Paul - "Back Off" (remix)
20. Debbie Nova - "One Rhythm"

### CD 2
1. Tony Matterhorn - "All About Dancing"
2. Vybz Kartel - "Stress Free"
3. Mad Cobra - "Don't Waste Me Time"
4. Voicemail - "Jamaican Jiggers"
5. Vybz Kartel - "It Tight"
6. Assassin - "Girls Gone Wild"
7. Voicemail, Delly Ranks & Bogle - "Ready To Party"
8. Mr. Easy - "Pull Up"
9. Cecile - "Do It To Me"
10. Bounty Killer - "Killer For All Seasons"
11. Macka Diamond - "Mek That Money"
12. Vybz Kartel - "Pussy No Big"
13. Sky Juice - "Dance Moves"
14. Vybz Kartel & Bling Dawg - "Phone Call"
15. Kid Kurrupt - "Something Wrong"
16. Busy Signal & Kenny - "Shake It Fast"
17. Mad Cobra - "Don't Watch Me"
18. Macka Diamond - "Boopsy"
19. Vybz Kartel & Tony Curtis - "Smoking"
20. Sizzla - "Wrath"